# マーガレット・レスリー・ブッシュ＝ブラウン
マーガレット・ホワイト・レスリー・ブッシュ＝ブラウン（Margaret White Lesley Bush-Brown、1857年5月19日 - 1944年11月16日）はアメリカ合衆国の画家である。

## 略歴
フィラデルフィアで生まれた。父親のピーター・レスリーは地質学者で、母親のスーザンは社会運動家で、マーガレットは父親の地質モデルの製作を手伝うことが最初の仕事だった。フィラデルフィアのペンシルベニア美術アカデミーでトマス・エイキンズに学んだ後、1880年にさらに美術を学ぶためにパリに旅し、アカデミー・ジュリアンに入学し、トニ・ロベール＝フルーリーやギュスターヴ・ブーランジェ、ジュール・ジョゼフ・ルフェーブルに学んだ。
1883年にアメリカに帰国し、今度はガブリエル・クレメンツに版画を学び、1884年にニューヨーク版画クラブ(New York Etching Club)の展覧会に版画を出展した。
同時代の女性画家、エリザベス・ブート、セシリア・ボー、メアリー・フランクリンらとしばしば夏を東海岸で過ごし、1881年にはエレン・デイ・ヘールと親戚のヘレン・ノールトンとフランスやベルギーを旅した。
1886年の4月に彫刻家のヘンリー・カーク・ブッシュ＝ブラウンと結婚し、ニューヨーク州のニューバーグに住んだ。その後、夫婦はワシントンに移り、マーガレットは肖像画家として働いた。1935年に夫が亡くなり、1941年にペンシルベニア州に移り、その3年後に息子の家で亡くなった。
夫との共同展や画家になった娘のリディア(Lydia Bush-Brown Head) と共同展に出展し、1883年のサロン・ド・パリや1893年のシカゴ万国博覧会の女性館の展覧会にも出展した。

## 作品

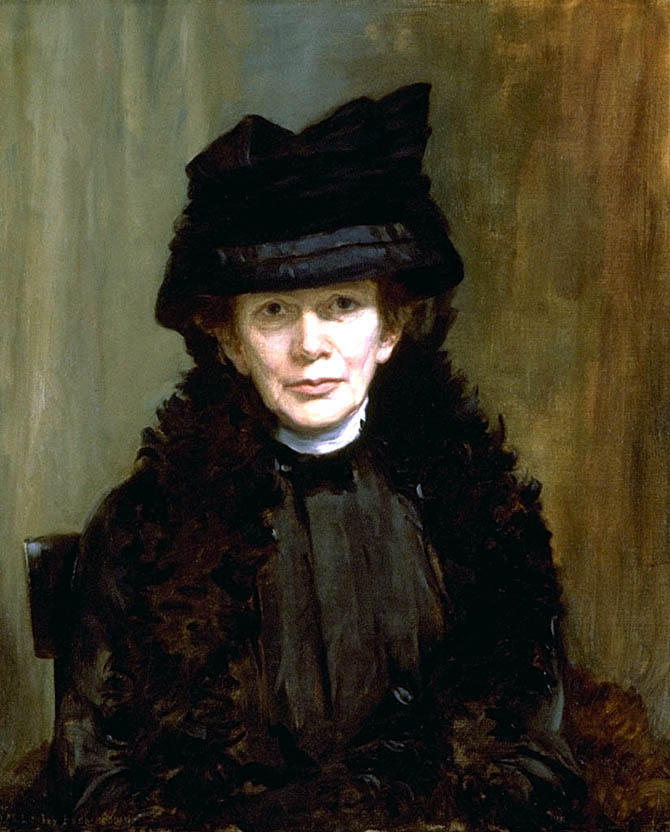
エレン・デイ・ヘールの肖像画 (1910)
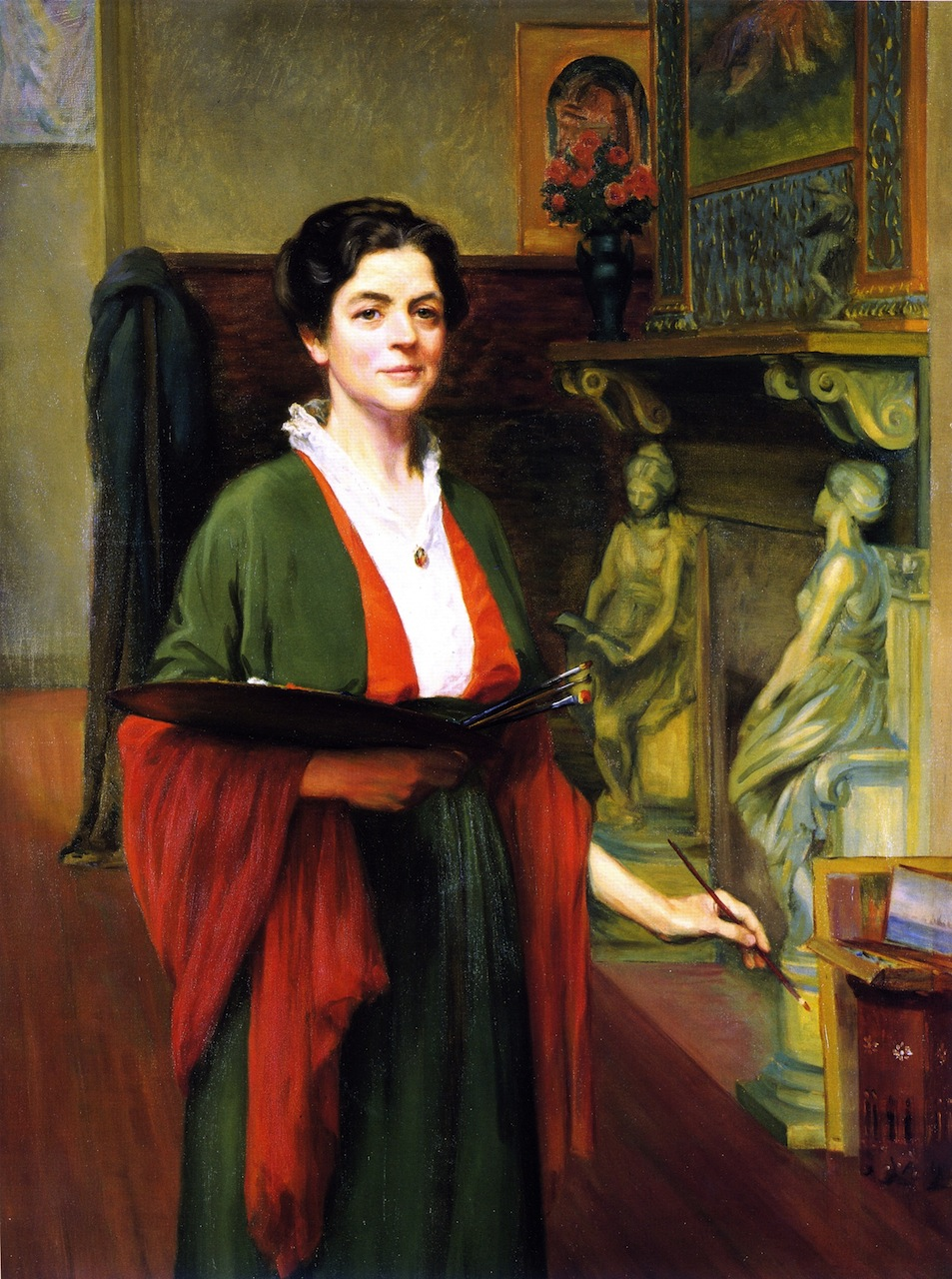
自画像 (1914)
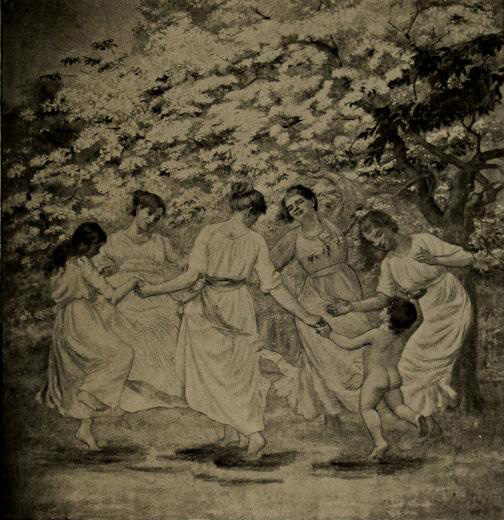